# Gavotí del Japó
El gavotí del Japó o gavotí japonès (Synthliboramphus wumizusume) és un ocell marí de la família dels àlcids (Alcidae) que actualment només cria a l'arxipèlag japonés.

## Morfologia
- Fa una llargària d'uns 22 cm amb un pes d'uns 165 grams.
- Gris blavós per sobre i blanc per sota.
- Front, capell i clatell negre, galtes i gola gris pissarra.
- En plomatge d'estiu un plomall negre penja per darrere cap a baix des del capell i una línia de plomes blanques s'estén des de l'ull cap arrere.
- Bec curt i fort de color groc. Potes grogues.
- Joves semblants als adults en hivern.

## Hàbitat i distribució
D'hàbits pelàgics i costaners, cria a costes i illes rocoses deshabitades del Japó, incloent-hi les illes Izu. Es dispersa pels mars dels voltants de l'arxipèlag del Japó.